# イーゴリ・セーチン

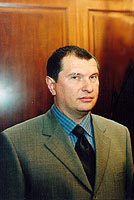
イーゴリ・セーチン（

イーゴリ・イワノヴィチ・セーチン（セチン、ロシア語: И́горь Ива́нович Се́чин, ラテン文字転写: Igor' Ivanovich Sechin、1960年9月7日 - ）は、ロシア連邦の政治家。2008年5月12日から2012年5月21日まで第2次ウラジーミル・プーチン内閣でロシア連邦副首相を務めた。2012年5月から、ロスネフチ会長。プーチン政権によって台頭した「シロヴィキ」の代表格の一人。

## 経歴
1960年9月7日、レニングラードに生まれる。1984年、レニングラード国立大学ロマンス語文学部を卒業。大学卒業後、モザンビークにおいて対外貿易公団「テフノエクスポルト」の通訳として働き、その後、軍の通訳としてアンゴラに赴く。暫くの間、レニングラード大学の外国課で働いていた。フランス語、ポルトガル語に堪能。
1988年、教官、主任教官、1級専門官としてレニングラード市人民代議員会議執行委員会対外関係局に勤務。1991年、レニングラード改め、サンクトペテルブルク市の主任専門官、副市長官房長補、官房長、第一副市長官房長兼対外関係委員長などを歴任し、同市第一副市長だったウラジーミル・プーチンの個人秘書となり、強い関係を築く。
1996年、アナトリー・サプチャーク市長の落選に伴い、サンクトペテルブルク市庁を去り、プーチンと共にモスクワに移り、1級専門官、総務局対外経済関係局（プーチンが副局長）在外所有業務課副課長として大統領府に勤務するようになる。1997年、大統領監督総局（プーチンが総局長）の課長。1998年、大統領府副長官となったプーチンの顧問に就任。1999年、第一副首相秘書局長を経て、プーチン首相の秘書局長、官房第一副長官に就任。2000年1月、プーチンが大統領代行に就任すると、大統領府副長官（情報・文書業務担当）に任命された。
2004年3月25日、大統領府副長官兼大統領補佐官（人事担当）となる。同年7月にロスネフチの会長に選出（2006年6月に再選）されてからは産業界に影響力を及ぼしている。
経歴上、治安機関での勤務経験は認められないものの、一部報道（2003年7月14日付"Коммерсант-Власть"誌、2003年12月1日付"Власть"誌等）ではKGB出身者とされ、大統領補佐官のヴィクトル・イワノフと共に、プーチン政権におけるシロヴィキの総帥と自他共に任じられる存在である。プーチン政権による新興財閥（オリガルヒ）抑圧、特にユコス事件では、セーチンが中心的存在であったとされる。
2014年3月19日に東京で行われた第6回日露投資フォーラムのパネルディスカッションにロシア側パネリストとして出席した。パネルディスカッションではクリミア危機は長く続かないとの見通しを示した上で、欧米による対露制裁は問題の解決につながらないと牽制した。
2022年、フランスはロシアのウクライナ侵攻に対する経済制裁の一つとして、オリガルヒ関係者の資産凍結を行った。セーチンも制裁対象者に名を連ねることとなり、ラ・シオタ港に係留していたスーパーヨットが差し押えを受けた。